# دييغو سيليس
دييغو سيليس (بالإسبانية: Diego Celis)‏ هو لاعب كرة قدم أرجنتيني، ولد في 22 مارس 1992 في بوينس آيرس في الأرجنتين. لعب مع هبوعيل عماد اكسال ‏.